# Lower Burrell
Lower Burrell é uma cidade localizada no estado norte-americano de Pensilvânia, no Condado de Westmoreland.

## Demografia
Segundo o censo norte-americano de 2000, a sua população era de 12.608 habitantes.
Em 2006, foi estimada uma população de 12.350, um decréscimo de 258 (-2.0%).

## Geografia
De acordo com o United States Census Bureau tem uma área de
30,6 km², dos quais 29,9 km² cobertos por terra e 0,7 km² cobertos por água.

## Localidades na vizinhança
O diagrama seguinte representa as localidades num raio de 8 km ao redor de Lower Burrell.